# X Sporting Club
El X Sporting Club, fundado oficialmente como Foot-ball Club X, fue un club de fútbol con sede en Barcelona, España. Se estableció en marzo de 1902 y disputaba sus encuentros en el Velódromo de la calle Aragón del extinto Irish Football Club y en el Hipódromo de Can Tunis. Debutó el 16 de marzo en el Velódromo de Bonanova frente al tercer equipo del Catalá F.C. y fue derrotado por 4-1. Como uno de los clubes decanos de Cataluña, fue integrante de la segunda competición interclubes del territorio, la Copa Football Club Barcelona, si bien se retiró de la misma presumiblemente por su aún imberbe preparación en comparación con otros clubes ya más asentados. Sí fue uno de los equipos inaugurales del primer Campeonato de Cataluña, el cual llegó a vencer en tres ocasiones.
Desapareció en 1908 para conformar junto al Club Español de Jiu-Jitsu el vigente Real Club Deportivo Espanyol.
Cabe resaltar la escasa claridad que ha sobrellevado con el devenir de los años la fundación del club españolista, en la que se afirmaba que ambos eran el mismo club; sin embargo, aquella sociedad fundada como Sociedad Española de Foot-ball, cambió su denominación en 1901 a Club Español de Foot-ball. La marcha de varios integrantes de la ciudad en 1906, en su mayoría universitarios que finalizaron sus estudios y formaban el grueso del club españolista, provocó que los restantes abandonaran el club para recalar en uno surgido en 1902 con el que mantenía buenas relaciones, el Foot-ball Club X. En 1909 se reestructuran nuevamente las sociedades. En dicho período, de 1906 a 1909, donde los españolistas cesan sus actividades, se considera con el devenir como un impasse, y que «los incógnitos» —como eran conocidos— no eran sino unos continuistas. Pese a ello, eran entidades distintas, una surgida en 1900 y otra en 1902, y rivales en lo deportivo, pese a que por diversos motivos sólo llegaran a enfrentarse en una ocasión. En 1909 se produjo la vuelta de varios de los antiguos universitarios a la ciudad condal con la idea de refundar el Club Español y contactaron con antiguos integrantes, unos en la sociedad sportinguista y otros en el Club Español de Jiu-Jitsu. Tras una reunión entre todos los involucrados se dio con la fusión de ambas entidades, que desembocó en la fundación del Club Deportivo Español, que adoptó la base societaria y estructural del X Sporting Club —que en ese momento dejó de existir—, y adoptó los colores blanquiazules en su uniforme.
Con su cambio de denominación en 1908, lleva la intención de expandirse polideportivamente con secciones como el lawn-tennis y el hockey, y se instala en unos terrenos de la calle Marina.

## Temporadas
| Denominación                    | Temporada | Torneo                       | Posición |
| ------------------------------- | --------- | ---------------------------- | -------- |
| Foot-ball Club X                | 1902-03   | Copa Football Club Barcelona | Retirado |
| Foot-ball Club X                | 1903-04   | Campeonato de Cataluña       | 8.º      |
| Foot-ball Club X                | 1904-05   | Campeonato de Cataluña       | 5.º      |
| Foot-ball Club X                | 1905-06   | Campeonato de Cataluña       | Campeón  |
| Foot-ball Club X                | 1906-07   | Campeonato de Cataluña       | Campeón  |
| X Sporting Club                 | 1907-08   | Campeonato de Cataluña       | Campeón  |
| X Sporting Club / C. D. Español | 1908-09   | Campeonato de Cataluña       | Tercero  |